# باد زوبرنهآيم (اتحاد إداري)
اِتِّحاد بَاد زُوبِرنٌهَآيمٌّ (بالأَلمانِيَّة: Verbandsgemeinden Bad Sobernheim) هُو اِتِّحاد إِدارِي أَلمانِيَّ في مِنطَقَة بَاد كرُويتسٌنَآخ التَّابِعة لِمُحافظة كُوبلنز في وِلاَية رَآينٌ لَاند - بفَآلز في جُمهُوريَّة أَلمَانيَا الاِتّحاديّة. ويضُمُّ اِتِّحاد بَاد زُوبِرنهآيم مدِينة واحِدة، وثمان عشرةٌ بَلدة بمِساحة تُقَدَّر بحَوالَي 174 كم².

## مُدُن وبلدَات اِتِّحاد بَاد زُوبِرنهآيم
يضُمُّ اِتِّحاد باد زُوبِرنهآيم مدِينة واحِدة، وثمان عشرةٌ بَلدة بمِساحة تُقَدَّر بحَوالَي 174 كم². وهي كالتَّالي:

### المُدُن
| اِسم المدِينة         | ٱلِٱسم بالأَلمانِيَّة     | عَدد السُكَّان | المِساحَة (كم²) |
| ------------------- | -------------------- | ---------- | ------------- |
| مدِينة بَاد زُوبِرنٌهَآيمٌّ | Stadt Bad Sobernheim | 6٬501      | 54            |

### البلدَات
| اِسم البلدَة        | ٱلِٱسم بالأَلمانِيَّة      | عَدد السُكَّان | المِساحَة (كم²) |
| ----------------- | --------------------- | ---------- | ------------- |
| بَلْدَة آُوِنٌ          | Gemeinde Auen         | 181        | 3             |
| بَلْدَة بِيرڤَآيلِر     | Gemeinde Bärweiler    | 222        | 6             |
| بَلْدَة دَآُوبَآَخْ       | Gemeinde Daubach      | 216        | 3             |
| بَلْدَة إِبِنشِيد       | Gemeinde Ippenschied  | 152        | 3             |
| بَلْدَة كِيرشرُوت      | Gemeinde Kirschroth   | 543        | 8             |
| بَلْدَة لَآنغِنٌتَآل     | Gemeinde Langenthal   | 94         | 3             |
| بَلْدَة لَآُوشِيد       | Gemeinde Lauschied    | 543        | 5             |
| بَلْدَة مَارْتِنٌشتَآين   | Gemeinde Martinstein  | 269        | 0٫39          |
| بَلْدَة مِيدِرسهَآيمٌّ    | Gemeinde Meddersheim  | 1٬314      | 13            |
| بَلْدَة مِيركسهَآيمٌّ    | Gemeinde Merxheim     | 1٬397      | 17            |
| بَلْدَة مُونزِينٌغنٌ     | Gemeinde Monzingen    | 1٬583      | 12            |
| بَلْدَة نُوسِّبَآُومٌ      | Gemeinde Nußbaum      | 458        | 6             |
| بَلْدَة أُودِرنٌهَآيمٌّ    | Gemeinde Odernheim    | 1٬659      | 13            |
| بَلْدَة رِيبَآَخْ        | Gemeinde Rehbach      | 47         | 2             |
| بَلْدَة زِيسبَآَخْ       | Gemeinde Seesbach     | 508        | 6             |
| بَلْدَة شتَآُودِيرنٌهَآيمٌّ | Gemeinde Staudernheim | 1٬370      | 11            |
| بَلْدَة ڤَآيلِر        | Gemeinde Weiler       | 446        | 6             |
| بَلْدَة ڤِينتِربُورَغٌ    | Gemeinde Winterburg   | 195        | 3             |

## وُصلات خارجيّة
- صفحة اِتِّحاد باد زُوبِرنهآيم الرّسميّة (باللُّغَةُ الألمانِيّة).

## مَراجع
1. ↑  "معلومات عن باد زوبرنهآيم (اتحاد إداري) على موقع d-nb.info". d-nb.info. مؤرشف من الأصل في 2019-12-13.